# Ezine
Ezine là một huyện thuộc tỉnh Çanakkale, Thổ Nhĩ Kỳ. Huyện có diện tích 654 km² và dân số thời điểm năm 2007 là 34336 người, mật độ 53 người/km².